# کاتکن آلاسکا
کاتکن آلاسکا (به انگلیسی: Kathakne) یک منطقهٔ مسکونی در ایالات متحده آمریکا است که در Southeast Fairbanks Census Area واقع شده‌است. کاتکن آلاسکا ۵۱۶٫۹۵ متر بالاتر از سطح دریا واقع شده‌است.